# Katslösa församling
Katslösa församling var en församling i Lunds stift och i Skurups kommun. Församlingen uppgick 2002 i Villie församling.

## Administrativ historik
Katslösa församling har medeltida ursprung. 
Församlingen var till 1962 annexförsamling i pastoratet Sjörup och Katslösa. Från 1962 till 2002 var den annexförsamling i pastoratet Villie, Örsjö, Slimminge, Solberga och Katslösa. Församlingen uppgick 2002 i Villie församling.

## Kyrkor
- Katslösa kyrka